# Роговский, Иван Алексеевич
Роговский Иван Алексеевич (1927—2003) — бригадир горнорабочих очистного забоя шахты им. С. М. Кирова, Герой Социалистического Труда.

## Биография
Уроженец с. Резановка Алтайского края. В 1941 году окончил неполную среднюю школу и начал трудовую деятельность рядовым колхозником. С 1944 года служил в воинских частях Красноярска и Иркутска.
В 1951 году приехал в Кузбасс. Вначале работал кузнецом на заводе в Кемерове, на шахту пришёл работать в 1953 году. В 1961 его бригада выступила с инициативой: «На комбайн «Донбасс» добывать ежемесячно по 600 тонн угля сверх плана». Почин был подхвачен. Каждый последующий год бригада повышала обязательства на 100 тонн и уверенно добивалась поставленной цели. В январе 1967 года бригада Роговского выступила с предложением — выдавать на комбайн 700 тонн угля в месяц сверх плана. Инициаторов поддержали все бригады шахты и рудника.
В 1969 году коллектив, возглавляемый Роговским, работая в лаве с комплексом ОМКТ, предложил новый почин: «Один день каждого месяца выдавать уголь сверх плана и работать на сэкономленных материалах».
В ноябре 1970 года очистные бригады И. А. Роговского и Г. Я. Гавриленко поставили перед собой цель: выдавать 1 миллион тонн без капитального ремонта техники.
В 1971 году его ребята предложили горнякам Ленинского рудника добывать на каждого рабочего не менее 1000 тонн угля в месяц.
26 августа 1973 год за 31 рабочий день добыто 61327 тонны угля комплексом ОМКТ. Ровно пять лет оставался непревзойденным шахтовый рекорд добычи. В 1978 году в августе его побила сама же бригада, за 31 день с помощью комплекса ОКП выдала 66014 тонн угля. В том же году бригада стала пятитысячницей. Её годовая добыча угля составила 566431 тонну. Около двадцати лет многие полезные начинания проходили на Ленинском руднике очистной бригадой Роговского.
Выйдя на пенсию, переехал на постоянное место жительства в Украину г. Донецк. Умер в 2003 году в Украине в г. Донецке.

## Награды
- В июне 1966 года по итогам семилетки Иван Алексеевич Роговский был удостоен звания Героя Социалистического Труда.
- Орден «Знак Почёта»,
- Орден Трудового Красного Знамени,
- Медаль «За победу над Германией в Великой Отечественной войне 1941—1945 гг.» (9 мая 1945[1])[2]
- Юбилейная медаль «Двадцать лет Победы в Великой Отечественной войне 1941—1945 гг.» (7 мая 1965[3])
- Юбилейная медаль «Тридцать лет Победы в Великой Отечественной войне 1941—1945 гг.»[4]
- Медаль «Сорок лет Победы в Великой Отечественной войне 1941-1945 гг.»[5]
- Юбилейная медаль «50 лет Победы в Великой Отечественной войне 1941—1945 гг.»[6]
- знак «Шахтёрская слава» трех степеней,
- дважды серебряная медаль ВДНХ.